# Entosthodon bolanderi
Entosthodon bolanderi är en bladmossart som beskrevs av Lesquereux 1865. Entosthodon bolanderi ingår i släktet koppmossor, och familjen Funariaceae. Inga underarter finns listade i Catalogue of Life.